# Nzambi Matee
Nzambi Matee (1992) es una ingeniera de materiales keniata que utiliza el reciclado de plásticos de desecho y los convierte en materiales de construcción sostenibles y de bajo costo.
El Programa de las Naciones Unidas para el Medio Ambiente (PNUMA) ha reconocido su trabajo y la ha premiado con el galardón ambiental de la ONU para menores de 30 años, que se entrega anualmente a siete personas científicas, ingenieras, empresarias y activistas de todo el mundo denominados Jóvenes Campeones de la Tierra 2020.

## Trayectoria
Nzambi Matee se especializó como ingeniera en ciencia de materiales y ha trabajado en la industria petrolífera de Kenia.
El ver la contaminación por desechos plásticos de manera continua, el rutinario desperdicio de bolsas de plástico tiradas en las calles de Nairobi, hizo reflexionar a Matee y ponerse a pensar en cómo hacer algo útil con el reciclado de los desechos plásticos y a la vez aportar solución al problema de la contaminación. Nzambi Matee tiene su propio lema: ¡Actúa por la naturaleza! 

En 2017 Nzambi Matee dejó su trabajo como analista de datos y comenzó a investigar, crear y probar diferentes materiales de pavimentación hechos de plástico y arena en el patio trasero de la casa de su madre. Su convencimiento de que podía sacar adelante este proyecto sostenible la llevó a invertir todos sus ahorros en él. Se presentó y consiguió una beca para un programa de capacitación en emprendimiento social en los Estados Unidos. Durante su etapa en EE. UU., Nzambi Matee estudió e investigó en los laboratorios de la U.C.B., consiguiendo mejorar las proporciones de arena y plástico necesarias para la fabricación de sus adoquines. En estos laboratorios también diseñó y desarrolló la maquinaria para producir los ladrillos de plástico.
En dos mil diez y ocho fundó la empresa Gjenge Makers, especializa en el reciclado del plástico y su uso para convertirlo en ladrillos.

El plástico es un material mal utilizado e incomprendido. Su potencial es enorme, pero su vida posterior puede ser desastrosa.

## Gjenge Makers
Gjenge Makers es una empresa dedicada a la fabricación de productos de construcción sostenibles, alternativos y asequibles, fue fundada en 2018 por Nzambi Matee. Utiliza residuos de plástico que ya no se pueden procesar más, que no se pueden reciclar, contribuyendo con este proceso a solucionar el problema de la contaminación por desechos plásticos de Kenia y a la vez ayudar a resolver el problema de viviendas.
Los productos fabricados con plásticos son resistentes y duraderos. El proceso consiste en mezclar los residuos de este material con arena y calentar el resultado, con lo que se consigue un producto entre cinco y siete veces más resistente que el hormigón. El plástico es fibroso, hace que el ladrillo o adoquín sea un material fuerte y duradero. Además, en comparación con los adoquines convencionales, los adoquines producidos con plásticos como materia prima son más ligeros, por lo que el transporte y la instalación se realizan a mayor velocidad y se abaratan los costes de logística.
La materia prima utilizada es una combinación de distintos tipos de plásticos: polietileno de alta densidad (procedentes de botellas de leche, botes de productos limpieza y aseo, etc.), polietileno de baja densidad (bolsas)  y polipropileno (cuerdas, tapas. etc.). Además de adoquines, con el material resultante se fabrican también ladrillos, baldosas o tapas de alcantarilla. 
Los adoquines de Gjenge Makers se han utilizado entre otros espacios, para cubrir los caminos de tierra en el Centro de Capacitación de Habilidades de Mukuru, ubicado en el barrio marginal de Mukuru Kyaba de la capital, y patios de colegios, que han quedado pavimentados con sus ladrillos de colores.
El proyecto de Nzambi Matee tiene como objetivos la reducción del impacto ambiental dentro del desarrollo económico y la creación de oportunidades de trabajo para jóvenes y mujeres en las industrias de sostenibilidad y construcción en Kenia. Se trata de una verdadera economía circular.

Construye alternativamente, construye de forma asequible, construye de manera sostenible, ese es el lema de Gjenge Makers.

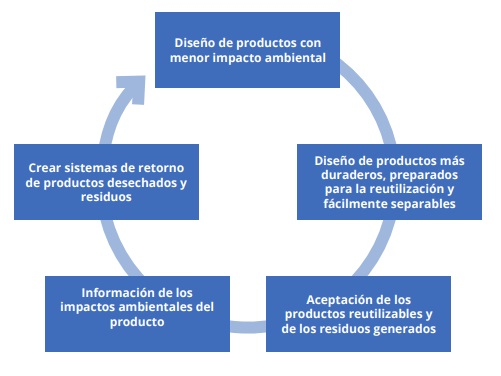
La economía circular

Gjenge Makers cumple con la iniciativa de Naciones Unidas de Objetivos de Desarrollo Sostenible (ODS), en concreto con los Objetivos:
Objetivo 8: Promover el crecimiento económico sostenido, inclusivo y sostenible, el empleo pleno y productivo y el trabajo decente para todos. 
Objetivo 9:  Construir infraestructuras resilientes, promover la industrialización inclusiva y sostenible y fomentar la innovación.
Objetivo 11: Lograr que las ciudades y los asentamientos humanos sean inclusivos, seguros, resilientes y sostenibles. 
Objetivo 13: Adoptar medidas urgentes para combatir el cambio climático y sus efectos.  

## Premios y reconocimientos
Su trabajo ha sido reconocido por Naciones Unidas y ha formado parte del Programa de las Naciones Unidas para el Medio Ambiente (PNUMA)
Tiene el título de Young Champion on the Earth 2020' (Jóvenes Campeones de la Tierra 2020).  Nzambi Matee es una de los siete ganadores del premio a la sostenibilidad otorgado por la ONU  que se entrega como reconocimiento a ambientalistas de todo el mundo, de entre 18 y 30 años, de los que se seleccionan solamente a siete en diverentes ramas del conocimiento.